# 1999 AC10
1999 AC10 är en asteroid i huvudbältet som upptäcktes den 13 januari 1999 av den kroatiska astronomen Korado Korlević vid Višnjan-observatoriet.
Asteroiden har en diameter på ungefär 10 kilometer och den tillhör asteroidgruppen Eos.